# Gabi Roth
Gabi Klein (Roth), geborene Gabriele Lippe, (* 8. Mai 1967 in Brombach) ist eine ehemalige deutsche Leichtathletin, die im 100-Meter-Hürdenlauf aktiv war.

## Leben
Sie wurde 1984 Deutsche Jugendmeisterin über 100 Meter Hürden und 1985 in der Halle über 60 Meter Hürden. Im Freien gewann Roth auch über 100 Meter und kam bei den Junioreneuropameisterschaften über die Hürden auf Platz sechs und mit der 4-mal-100-Meter-Staffel auf Rang fünf. 1986 und 1988 wurde sie Deutsche Juniorenmeisterin über 100 Meter Hürden.
Im Erwachsenenbereich nahm Roth an den Halleneuropameisterschaften 1987 in Liévin und 1988 in Budapest teil. Bei den Deutschen Meisterschaften kam sie in diesem Jahr auf Platz drei. Erstmals Deutsche Meisterin wurde sie 1989 in der Halle. Kurz danach gewann sie bei den Halleneuropameisterschaften in Den Haag in 7,96 s Bronze hinter Jordanka Donkowa und Ljudmila Naroschilenko. Im Freien wurde sie Deutsche Vizemeisterin.
Ihren einzigen Deutschen Meistertitel im 100-Meter-Hürdenlauf gewann sie 1990. Bei den Europameisterschaften in Split gewann sie in der 4-mal-100-Meter-Staffel die Silbermedaille mit der bundesdeutschen Mannschaft (43,2 s: Lippe, Ulrike Sarvari, Andrea Thomas, Silke-Beate Knoll). Beim 100-Meter-Hürdenlauf dieser Europameisterschaften gab sie im Finale auf.
1992 gewann Roth zum zweiten Mal die Deutsche Hallenmeisterschaft und kam im Freien auf Platz vier. Bei den Olympischen Spielen in Barcelona schied sie im Halbfinale des 100-Meter-Hürdenlaufs aus. Zum Abschluss der Saison vertrat sie Deutschland beim Weltcup in Havanna über die Hürden, wo sie Dritte wurde, und in der 4-mal-100-Meter-Staffel (Platz sechs). 1996 wurde Roth noch einmal Deutsche Vizemeisterin und Vierte beim Europacup in Madrid.
Gabi Roth gehörte dem TuS Lörrach-Stetten, der SG Siemens Karlsruhe und ab 1988 der MTG Mannheim an. In ihrer Wettkampfzeit war sie 1,68 m groß und 56 kg schwer. Sie heiratete 1991 den Handballspieler Ulrich Roth, von dem sie später wieder geschieden wurde. Sie ist gelernte Fachlehrerin für Sport und Hauswirtschaft.
Seit 2016 ist sie mit Hans Klein verheiratet und lebt im Hunsrück/Rheinland-Pfalz.

## Persönliche Bestzeiten
- 60 m Hürden (Halle): 7,96 s, 19. Februar 1989, Den Haag
- 100 m Hürden: 12,82 s, 11. August 1990, Düsseldorf
- 100 m: 11,62 s, 17. August 1990, Berlin
- 200 m: 23,97 s, 11. Juni 1988, Ludwigshafen am Rhein